# 비딘주

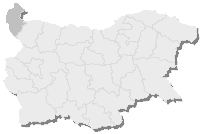
비딘 주의 위치

바바 비다 요새

비딘주(불가리아어: Област Видин)는 불가리아 북서부에 위치한 주로, 주도는 비딘이며 면적은 3,032.9km2, 인구는 128,050명, 자동차 번호는 BH이다.
북서쪽과 서쪽, 남쪽으로는 세르비아, 북쪽과 북동쪽으로는 루마니아와 국경을 접하고 있고 남동쪽으로는 몬타나 주와 접한다. 11개 시를 관할한다.

## 인구
| 연도                      | 인구    | ±%     |
| ------------------------- | ------- | ------ |
| 1946                      | 194,007 | —      |
| 1956                      | 188,518 | −2.8%  |
| 1965                      | 179,429 | −4.8%  |
| 1975                      | 176,761 | −1.5%  |
| 1985                      | 166,680 | −5.7%  |
| 1992                      | 151,636 | −9.0%  |
| 2001                      | 130,074 | −14.2% |
| 2011                      | 101,018 | −22.3% |
| 2021                      | 75,408  | −25.4% |
| 출처: pop-stat.mashke.org |         |        |

## 같이 보기
- 불가리아의 주